# Cherry Kicks
Cherry Kicks is een studioalbum van de Zweedse alternatieve rockband Caesars Palace, voor het eerst uitgegeven in 2000.

## Lijst van nummers
1. "Right About Time" - 2:50
2. "Subhuman Girl" - 2:31
3. "Crackin' Up" - 3:14
4. "One Good Night" - 4:04
5. "Spill Your Guts" - 2:47
6. "Since You've Been Gone" - 3:15
7. "Oh Yeah?" - 3:12
8. "Punkrocker" - 6:20
9. "Fun & Games" - 2:23
10. "From The Bughouse" - 2:51
11. "Only You" - 2:33
12. "Cherry Kicks" - 4:00